# Oonops amacus
Oonops amacus là một loài nhện trong họ Oonopidae.
Loài này thuộc chi Oonops. Oonops amacus được Arthur M. Chickering miêu tả năm 1970.